# Micfalău
Micfalău is een Roemeense gemeente in het district Covasna.
Micfalău telt 1891 inwoners.